# H-22 (航空機)
萩原式H-22
- 用途：グライダー
- 分類：複座練習機、中級滑空機(セカンダリー)
- 設計者：堀川勲
- 製造者：

  - 萩原木材工業
  - 萩原滑空機製作所
- 運用者：日本グライダー倶楽部ほか
- 初飛行：1953年8月
- 生産数：

  - 少なくとも30[1]
  - 45[2]
- 派生型：

  - OG-2 エアロパブリカ[3]
  - OX5 スバルプレン[3][4]

H-22は1950年代に日本で設計、製造された複座練習用グライダー(中級滑空機)である。1953年8月に初飛行した。当時、複座機を用いた訓練が一般的となっていた他国のグライダー訓練事情に倣い製造された複座練習用グライダーの1機種であり、日本国内では最も多く生産された中級滑空機(セカンダリーグライダー)だった。また、戦後発足した日本グライダー倶楽部の最初期に鷹7と共に使用された機材だった。

## 設計および開発
H-22は第二次世界大戦後に日本で製造された最初期のグライダーのひとつである。露出した胴体構造と、全体の単純さは戦前にドイツで作られたZögling (en) およびその派生型に類似していたが 、単座機であるZöglingに対し、H-22はより大型で、タンデム複座となっている点が異なっていた。多数の死傷者は戦前の単座初級滑空機の運用慣習に起因すると考えられている。H-22の設計者である堀川勲は、H-22を製造した萩原滑空機製作所の取締役を務めていた。
H-22の主翼は、単純な木製羽布張り2本桁構造の矩形翼で、上反角は1° 20'だった。ストラット支持の高翼配置となっており、ジュリーストラット付きV形ストラットが左右両側の主翼下面と胴体下部を接続し補剛していた。主翼上面にはスポイラーが設けられていた。

H-22の胴体は機首から主翼後縁の直下まで鋼管羽布張り構造のナセルとなっており、タンデム複座のコクピットを備えていた。コクピットは開放式だがキャノピーを取り付けられる型も存在した。前席は主翼前下方に、後席は主翼直下に位置した。主翼後縁から後方の胴体は外皮を持たず、2本の軸方向構造材の間を斜めの補剛材で接続した平面的な構造だった。後部胴体下下側の軸方向構造材がやや上方へ持ち上がることで、後方へ向かって細くなるテーパー形状となっていた。テールブームは左右の主翼とワイヤーで接続されることで横方向の剛性を確保していた。胴体の最後尾区画には木製または羽布の外皮が張られていたが、それ以外には固定された垂直安定板に相当する部位を持たなかった。尾翼として木製羽布張りの水平尾翼、垂直尾翼を持っていた。方向舵は胴体後端の延長線上に取り付けられ、水平安定板は、ストラット付きで方向舵の前方の胴体上面の設置された。水平尾翼後端の昇降舵には方向舵と干渉する部位に小さな切り欠きが設けられていた。H-22の主降着装置は1輪式固定車輪で、補助としてゴム緩衝装置をもつナセル下の橇とテールバンパーが設けられていた。
H-22は1953年8月に初飛行し、1966年までに少なくとも30機が製造されたが、製造終了は1966年以前だった可能性がある。最終的な製造数は45機。キットから組み立てられた機体も存在した。

## 派生型
- H-22
- H-22A-3
- H-22B
- H-22B-1
- H-22B-3
- H-22C
- H-22C-3

出展：登録航空機数(2024年（令和6年）)

## 現存する機体
| 型名                 | 番号            | 機体写真 | 所在地             | 所有者                   | 公開状況 | 状態     | 備考 |
| -------------------- | --------------- | -------- | ------------------ | ------------------------ | -------- | -------- | --- |
| H-22                 | JA0173 c/n 不明 |          | 千葉県山武郡芝山町 | 航空科学博物館           | 非公開   | 不明     | 元・千葉工業大学所属                                                                                        |
| H-22A                | JA0084 c/n 不明 |          | 北海道滝川市       | 滝川市こども科学館       | 非公開   | 不明     | 元・読売新聞学生航空連盟所属 東海大学付属相模高等学校航空部により復元                                       |
| OX5 「スバルプレン」 | JX0001 c/n 不明 |          | 群馬県館林市       | 向井千秋記念子ども科学館 | 公開     | 静態保存 | 大西勇一による自作モーターグライダー。 コクピット、動力部を除く、主翼、後部胴体、尾翼はH-22を流用している。 |

## 諸元(H-22B)
出典: Jane's All the World's Aircraft 1966-67 The World's Sailplanes:Die Segelflugzeuge der Welt:Les Planeurs du Monde Volume II
諸元
- 乗員: 2
- 全長: 7.0 m[注 1] （23 ft 0 in）
- 全高:
- 翼幅: 12.21 m[注 2]（40 ft 1 in）
- 翼面積: 16.8 m2 （180.8 sq ft）
- 翼型: Göttingen 532改
- 空虚重量: 170 kg[注 3] （370 lb）
- 全備重量： 300 kg (660 lb)[注 4]
- アスペクト比: 8.87

性能
- 超過禁止速度: 120 km/h (静穏時) （64.8 kn）
- 失速速度: 48.5 km/h （26.2 kn）
- 翼面荷重: 17.8 kg/m2[注 5] （9.9 lb/sq ft）
- 悪気流速度: 100 km/h (62.1 mph; 54.0 kn)
- ウィンチ曳航速度: 90 km/h (55.9 mph; 48.6 kn)
- 最小沈下率: 1.16 m/s (228.3 ft/min)　(@54.4 km/h (33.8 mph; 29.4 kn))[注 6]
- 最良滑空比: 14.2 (@66.8 km/h (41.5 mph; 36.1 kn))[注 7]